# Liste de devises militaires des États-Unis
 (janvier 2020).
 (février 2011).
 (janvier 2020).
Cet article contient une liste de devises militaires des États-Unis.

## Armée des États-Unis d'Amérique
- US Army : This We'll Defend (Ceci, nous le défendrons)
- US Army devise du recrutement : Army Strong (Fort de l'armée)(anciennement : Army of One)

### Armées
- Ire armée : First In Deed (Premier dans l'action)
- 3e armée : Terita Semper Prima (The Third Always First)- devise utilisée plus tard pour Army Central (la Troisième toujours première)
- 4e armée : Leadership and Integrity
- 5e armée : In Peace Prepare For War (Dans la paix, prépare la guerre)
- 6e armée : Born of War (Né de la guerre)
- 7e armée : surnom : Born at Sea, baptized in Blood, crowned in glory (Né de la mer, baptisé dans le sang, couronné de gloire); devise : Pyramid of Power (Pyramide du pouvoir)
- 8e armée : Pacific Victors (Vainqueurs du Pacifique)

### Corps d’armée
- Ier corps : surnom :  "Eye Core"; America's Corps
- IIIe corps : surnom :  "Phantom Corps"; "America's Hammers"; "Counterattack Corps"
- IIIe corps d’artillerie : Strike for Freedom (Lutte pour la Liberté)
- Ve corps : It will be done (Ce sera fait)
- Ve corps d'artillerie : Steadfast and Strong (Ferme et fort)
- XIIe corps : 2e division surnom :  "White Stars", Les Étoiles Blanches {Civil War}
- Army corps of Engineers : Essayons (Let Us Try)
- Army Signal corps : Pro Patria Vigilans {Watchful for the Country} (Je veille sur la patrie)
- XVIIIe Airborne corps : Sky Dragons Les Dragons du ciel

### Groupes
- Air Force Proving Ground Group : Proof by Trial (La preuve par l'épreuve)
- 31er Fighter Group : Return with Honor (Rentrer avec honneur)
- 207 Infantry Group Artic Warriors
  - CID :
- 3e groupe de police militaire : Justice Will Prevail (Justice prévaudra)
- 6e groupe de police militaire : Seek the Truth (Cherche la Vérité)
  - 11e bataillon de police militaire : Strength Through Truth (La force par la vérité)
  - 19e bataillon de police militaire : Truth is our Sword (La vérité est notre épée)
  - 22e bataillon de police militaire : Integrity above all (Intégrité par-dessus tout)

### Divisions blindées
- 1re division de cavalerie : "The First Team" (La première équipe) (surnom) devise : "Move in on em and kill em" {em=Them} (Déplacez-vous parmi eux et tuez-les)
- 1er division blindée : Old Ironsides (Les vieux blindés) (surnom)
  - 1er Squadron/1er régiment de cavalerie Blackhawk (Faucon Noir) (surnom)
  - 1er bataillon/13e régiment de cavalerie It Shall be Done (Nous ferons)
  - 1er bataillon/36e régiment d'infanterie Deeds Not Words (Des actes, pas de paroles)
- 2e division blindée : Hell on Wheels (L'enfer sur roues) (surnom)
- 7e division blindée : Lucky Seventh/Ghost/Rattlesnake (US) : (Le Septième/Fantôme/Crotale chanceux) {surnom : s}
  - 87e Cavalry Squadron {Reconnaissance} Poking Around (Fouinant)
- 8e division blindée : Thundering Herd (La Troupe Formidable) (surnom)
- 10e division blindée : Tiger division (La division du Tigre) (surnom)
- 11e division blindée : "Thunderbolt" (Coup de Tonnerre) (surnom)
- 12e division blindée : Hellcat division (La division du Renard) (surnom)
- 14e division blindée : Liberators(Les Libérateurs) (surnom)
- 20e division blindée : Armoraiders (Les combattants blindés) (surnom)
- 27e division blindée : Empire
- 30e division blindée : "Volunteers"(Volontaires) "Dixie" (Gamelle ou Compatriote du Sud)
- 37e division blindée : "Courage Conquers" (Le courage conquiert)
- 40e division blindée : "Grizzly"
- 48e division blindée : "Hurricane" (Ouragan)
- 49e division blindée : "Lone Star" (Etoile solitaire)
- 50e division blindée : "Jersey Blues" (Les maillots bleus)
- 63e division blindée : Seek, Strike, Destroy (Cherche, frappe, détruis)

### Divisions d’infanterie
- 1re division d’infanterie : « Duty first; first to fight » (« Le devoir d'abord ; premier à combattre »)
- 2e division d’infanterie : « Second to none » (« Second de personne »)
- 3e division d’infanterie : « Rock of the Marne » (« Le roc de la Marne »)
- 4e division d’infanterie, surnommée « Ivy division » (« Division du lierre ») : « Steadfast and loyal » (« Ferme et loyal ») ; et « Iron horse » (« Cheval de fer »)
- 5e division d’infanterie, aussi connue sous le nom de « red devils » (les « diables rouges ») : « We will » (« Nous voulons »)
- 6e division d’infanterie : « Sight Seein Sixth »
- 7e division d’infanterie : Hourglass (Sablier) {World War I} Bayonet (Baïonnette)
- 8e division d’infanterie : aussi appelé par Golden Arrow/Pathfinder(Flêche d'Or/Eclaireur) "These are my Credentials" (Ceux-ci sont mes lettres de créance) (slogan)
- 9e division d’infanterie : "The Old Reliables" (Les vétérans fiables){surnom : } Varsity division (La division académique)
- 10e division de montagne : "Climb to Glory" (Gravir vers la gloire)
- 10e division d’infanterie : "Devil division" (La division du diable) (surnom) {World War I formation}
- 11e division d’infanterie : "Lafayette division"{surnom} {World War I Formation}
- 11e division aéroportée : Angels (Les Anges) (surnom) First In Manila, First in Tokyo (Premiers à Manille, premiers à Tokyo)
- 12e division d’infanterie : "Plymouth division" {World War I Formation}
- 12e division d’infanterie : aussi connue comme "Philippine division :
- 13e division d’infanterie : "Lucky 13e division" {World War I Formation} (Le 13e chanceux)
- 13e division aéroportée : "Black Cat" (Chat noir)(surnom)
- 17e division aéroportée : Thunder From Heaven (Tonnerre du ciel)
- 19e division d’infanterie : "Moon & Star" (Lune et Etoile)(surnom)
- 23e division d’infanterie : Americal (contraction de "AMERIcaine et Nouvelle-CALédonie)
- 24e division d’infanterie : First to Fight; Victory (Premier au combat ; Victoire)
- 25e division d’infanterie : Tropic Lightning (Foudre des Tropiques)
- 26e division d’infanterie : "Yankee division"
- 27e division d’infanterie : "Empire"/New York division
- 28e division d’infanterie : "Bloody Bucket" (Le seau de sang)(surnom)
- 29e division d’infanterie : "29 Let's Go" (29e, allons !)
- 30e division d’infanterie : "Old Hickory" (Le Vieux Noyer, surnom donné à Andrew Jackson, 7e président des États-Unis (1829–1837)
- 31e division d’infanterie : "Dixie division" (La division "Dixie" - surnom donné aux originaires des états du Sud (Dixieland)
- 32e division d’infanterie : "Iron Jaw"/"Terrible division" (Mâchoire de Fer /La Division Terrible)
- 33e division d’infanterie : "Prairie"/Illinois division
- 34e division d’infanterie : "Sandstorm division" (Division Tempête de Sable)
- 35e division d’infanterie : "Santa Fe division"
- 36e division d’infanterie : Go Texans Go
- 37e division d’infanterie : "Buckeye division" (Division Buckeye - le marronnier est l'arbre symbole de l'Ohio)
- 38e division d’infanterie : Cyclone/Avengers of Bataan {surnom : s} (Cyclone/ les Vengeurs de Bataan)
- 39e division d’infanterie : "Delta division"
- 40e division d’infanterie : également surnommée "Sunshine division" (Division du Soleil) Duty Honor Courage (Devoir, Honneur, Courage)
- 41e division d’infanterie : Jungleers (surnom)
- 42e division d’infanterie : "Rainbow division" (surnom) (Division Arc-en-Ciel)
- 43e division d’infanterie : Winged Victory division (surnom) Division de la Victoire Ailée
- 44e division d’infanterie : "Prepared in All things" Toujours prêts {Slogan}
- 45e division d’infanterie : "Thunderbird" Oiseau du Tonnerre (surnom) Sempter Anticus {ALways Forward} (Toujours en avant)
- 63e division d’infanterie : "Blood and Fire" (Sang et Feu)(surnom)
- 65e division d’infanterie : "Battle-Axe" (Hâche de Combat)(surnom)
- 66e division d’infanterie : "Black Panther division" (Division Panthère Noire)(surnom)
- 69e division d’infanterie : "Fighting Sixty-Ninth" (La 69e combattante)(surnom)
- 70e division d’infanterie : "Trailblazers" (Les Pionniers)(surnom)
- 71e division d’infanterie : "The Red Circle"(Le Cercle Rouge) (surnom)
- 75e division d’infanterie : "Make Ready" (Préparons-nous)
- 76e division d’infanterie : "Onaway division/Liberty Bell division" (Division Aller Simple / Cloche de la Liberté) (surnom)
- 77e division : "Metropolitan"/Liberty division
- 78e division : {soutien formation} Audaciter
- 79e division : Lorraine division (surnom)
- 80e division : {formation} connue sous le nom de Blue Ridge division (Division Crête bleue) The 80e Only Moves Forward (La 80e seulement avance)
- 81e division : surnoms :  Stonewall Jackson/Bob Cat/Wild Cat (Division Stonewall Jackson - général Thomas Jonathan "Stonewall" Jackson (1824-1863 Virginie)/ Lynx / Chat Sauvage "Wildcats Never Quit" (Les chats sauvages n'abandonnent jamais) {Slogan}
- 82e division aéroportée : All American (Toute Américaine)
- 83e division d’infanterie : O H I o (Ohio - les 4 lettres superposées forment une mire) {Monogram} Thunderbolt (Coup de Tonnerre)(surnom)
- 84e division : {formation} The Railsplitters (Les Fendeurs de rails) (surnom) Strike Hard (Frappe fort)
- 85e division :  Custer Division (d'après le Général George Armstrong Custer (December 5, 1839 – June 25, 1876)
- 86e division d’infanterie : Blackhawk division(Faucon Noir) (surnom)
- 87e division d’infanterie : Golden Acorn (Gland d'Or) (surnom) Stalwart and Strong (Brave et Fort); Sturdy as an Oak (Solide comme un chêne); Ready to Support (Prêt à soutenir)
  - 87e division, 2e Brigade "One Standard"
- 88e division d’infanterie : Fighting Blue Devils/Clover Leaf division (Division des Diables bleus combattants/ Trèfle) {surnom : s}
- 89e division d’infanterie : Rolling W  (W qui roule)(surnom) "Above the rest" (Au-dessus du reste)
- 90e division d’infanterie : Texas-Oklahoma Division / Tough 'Ombres (Les hommes robustes - d'après les initiales T & O - hombre = homme en espagnol)
- 91e division : {formation}  Pine tree/Wild West division (Division du Pin/ de l'Ouest Sauvage)/Powder River (Rivière de Poudre)
- 92e division d’infanterie : "Buffalo Soldiers division" (Les Soldats Bisons) Deeds, Not Words (Des actes, pas de paroles) {Slogan} Firme et Fideli (Ferme et fidèle) (insigne)
- 93e division d’infanterie : "Blue Helmets" (Les Casques Bleus){surnom}
- 94e division d’infanterie : "Pilgrim Division" (Division du Pèlerin)"Neuf-Cats" (Neuf Chats - dérivé du français neuf-quat' 9-4)"Patton's Golden Nugget" (La Pépite d'Or de Patton)(surnoms)
- 95e division d’infanterie : "Victory"/"OK division"/{surnom : s} "Iron Men of Metz"(Les Hommes de fer de Metz) (Lescf. le site internet de la division
- 96e division d’infanterie : "Deadeye division" (Tireur d'élite)(surnom)
- 97e division d’infanterie : "Trident" (surnom)
- 98e division d’infanterie : "Iroquois" (surnom)
- 99e division d’infanterie : Battle Babies/Checkerboard division (Division des Bébés de Guerre / Damier){surnoms}
- 100e division : {formation} "Century division"/"Sons of Bitche" (Division du Siècle / Fils de Bitche - d'après la ville de Lorraine (France), jeu de mots avec "son of a bitch" en anglais "fils de pute" devises : "Success in Battle"/"Soldiers of the Century" (insigne)/"Train 'em Tough!" (Succès dans la bataille / Soldats du Siècle / Entraîne-les dur !)
- US 101e division aéroportée : "Screaming Eagles" (Aigles Hurlants)(surnom) Rendezvous with Destiny (Rendez-vous avec le Destin)
- 102e division d’infanterie : "Ozark division" http://www.lonesentry.com/102thrugermany/pg11.html(surnom)devise : Distinction, valor, marksmanship (Elegance, valeur, adresse au tir)
- 103e division d’infanterie : "Cactus division" (surnom)
- 104e division d’infanterie : "Nothing in Hell can stop the Timberwolves" (Rien en enfer ne peut arrêter les loups des bois){Slogan} Nightfighters/Timberwolf Division (Division des Combattants de la nuit (insigne)/ du Loup des bois)(surnoms)
  - 104e division, 3e Brigade "Tiokotemen"{Fight On}
- 406e division d’infanterie : Golden Lions (Les Lions d'or)
- 108e division : {formation initiale de la réserve} "Golden Griffins" (Les Griffons d'Or) (surnom) Princeps Exercendo http://www.tioh.hqda.pentagon.mil/Heraldry/ArmyDUISSICOA/ArmyHeraldryUnit.aspx?u=3997 "First in training" (Premier à l'instruction)

#### Brigades
- 1re brigade du génie (US) : Victory Through Skill
- 11e Signal Brigade : Flexibility, Dependability
- 20e brigade du génie : Building Combat Power
- 32e brigade d'infanterie : aka "Red Arrow" Forward
- 39e brigade d'infanterie : aka "The Arkansas Brigade" Courage
- 41er Field Artillery Brigade : "Railgunners" (surnom)
- 53e brigade d'infanterie : aka "Gator Brigade": Florida and Country
- 58e brigade d'infanterie Combat Team : MAryland 400
- 72e brigade d'infanterie (US) : Remember the Alamo
- 75e Fires Brigade : Taut Lanyards
- 76e brigade d'infanterie : Point the Way
- 81e brigade blindée : Washington Rifles (surnom, Les fusiliers de Washington)
- 172e brigade d'infanterie : Ceveat {Let Him Beware}
- 173e brigade aéroportée : Sky Soldiers (Les soldats du ciel)
- 199e brigade d'infanterie légère : "The Redcatchers" (surnom)
- 312e Military Intelligence Brigade : Semper Veritas
- 455e Chemical Brigade (US) : Protecting the Force
- 525e Military Intelligence Brigade : Fast, Factual, Faithful

### Régiment d'Infanterie
- 1er régiment d'infanterie : Semper Primus (Always First)
- 2e régiment d'infanterie Noli Me Tangere (en latin : Ne me touche pas)
- 3e régiment d'infanterie : dit "The Old Guard" Noli Me Tangere (en latin : Ne me touche pas)
- 4e régiment d’infanterie : Noli Me Tangere (en latin : Ne me touche pas)
- 5e régiment d'infanterie I'LL Try SIR
- 6e régiment d'infanterie : Unity is Strength
- 7e régiment d'infanterie dit "Cottonbalers" Volens et Potens (Willing and Able)
- 8e régiment d'infanterie : PATRIAE FIDELITAS (Loyalty to Country)
- 9e régiment d'infanterie : dit "Manchus" Keep up the Fire!
- 10e régiment d'infanterie : Courage and Fidelity
- 11e régiment d'infanterie Semper Fidelis (Always Faithful)(Toujours fidèle)
- 12e régiment d'infanterie : DUCTI AMORE PATRIAE (Having Been Led by Love of Country)
- 13e régiment d'infanterie First at Vicksburg (on Crest is "Forty Rounds")
- 14e régiment d'infanterie : dit "Golden Dragoons" The Right of the Line
- 15e régiment d'infanterie : Can Do!
- 16e régiment d'infanterie Semper Paratus (en latin : Toujours prêts)
- 17e régiment d'infanterie Truth and Courage
- 18e régiment d'infanterie : In Omina Paratus
- 19e régiment d'infanterie The Rock of Chickamauga
- 20e régiment d'infanterie Tant Que Je Puis (en français)
- 21e régiment d'infanterie Duty
- 22e régiment d'infanterie : Deeds not Words
- 23e régiment d'infanterie We Serve
- 24e régiment d'infanterie : dit Buffalo Soldiers : San Juan Semper Paratus
- 25e régiment d'infanterie dit Buffalo Soldiers : Onward
- 26e régiment d'infanterie : The Blue Spaders (surnom) Palmam Qui Meruit Ferat (Let Him Bear the Palm Who has won it)
- 27e régiment d'infanterie dit "Wolfhounds" Nec Aspera Terrent (They don't fear hardship)
- 28e régiment d'infanterie (1 & 2 bataillons) "Black Lions"
- 29e régiment d'infanterie (1 & 2 bataillons) "Pioneer bataillon"
- 30e régiment d'infanterie Our Country, Not Ourselves (also has listed "Rock of the Marne, July 14-18, 1918")
- 31e régiment d'infanterie : Pro Patria (For the Country)
- 32e régiment d'infanterie dit "The Queens Own" (1er bataillon-"Chosin"-Against All Odds)
- 33e régiment d'infanterie Ridentes Venimus (Smiling We Come)
- 34e régiment d'infanterie Toujars En Avant (Always Forward)
- 35e régiment d'infanterie Take Arms
- 36e régiment d'infanterie : see 1re division blindée
- 37e régiment d’infanterie : of 1866-1869 (in 1869 half was consolidated with the 3d US régiment d'infanterie : and half was consolidated  with the 5e régiment d'infanterie).
- 38e régiment d’infanterie : Rock of the Marne
- 39e régiment d’infanterie : (surnom : s: Fighting Falcons; AAA-O ("Anything, Anywhere, Anytime Bar Nothing") D'une Vaillance Admirable (With a Courage worthy of Admiration)
- 41er régiment d'infanterie Straight and Stalwart
- 51er régiment d'infanterie I Serve
- 52e régiment d’infanterie : Ready Rifles; Fortis Et Certus (Brave And True)
- 65e régiment d’infanterie : dit "The Borinqueneers" Honor Et Fidelitas (Honor and Fidelity)
- 69e régiment d’infanterie : (dit "The Fighting 69th") (Mechanized, NY National Guard) Faugh a Ballaugh! (Irish Gaelic : for "Clear the Way!" "Gentle when Stroked, Fierce when Provoked" (Motto)
- 75e Ranger Regiment-see Army Rangers : below
- 101er Aviation Regiment : Wings of the Eagle
- 104e régiment d’infanterie : Fortitude et Courage
- 107e régiment d’infanterie : "O'Ryan's Roughnecks"
- 111e régiment d’infanterie : "NULLA VESTIGIA RETRORSUM (No Step Backwards)"
- 112e Field Artillery Regiment A Outrance (To the Utmost)
  - 112e Field Artillery Regiment/3e bataillon "NJ Guns"
- 114e Aviation Regiment : Eagles of Liberty
- 115e régiment d’infanterie : Rally around the Flag
- 124e régiment d’infanterie : (To) The Right Of The Line!
- 126e Aviation Regiment : Faith Flight Fidelity
- 143e régiment d’infanterie : Arms Secure Peace
- 158e Regimental Combat Team : Cuidado (Take Care)
- 160e Special Operations Aviation Regiment : Night Stalkers/Night Stalkers Don't Quit (NSDQ)/Death Waits In the Dark
- 166e régiment d’infanterie : Follow Me
- 175e régiment d’infanterie : Decus Et Praesidium  (AN Honor and a Guard)
- 181er régiment d'infanterie Keep YOur Powder Dry
- 182e régiment d'infanterie Avitos Juvamus Honores (We Uphold Our Ancient Honors)
- 187e régiment d’infanterie aéroportée : dit Rakkasan  Ne Desit Virtus (Let Virtue Not Fail)
- 188e régiment d’infanterie : Winged Attack
- 263e Air Defense Artillery Regiment Unsurrendered
- 325e régiment d’infanterie aéroportée : "Let's Go!"
- 327e Glider régiment d'infanterie : Bastogne bulldogs/Nomads of Vietnam (surnom : s) Honor and Country
- 332e Engineer General Service Regiment : To Build - To Conquer
- 336e régiment d’infanterie : "Labor Conquers All Things"
- 349e régiment d’infanterie : Liberty and Rights
- 350e régiment d’infanterie : Fidelity and Service
- 351er régiment d'infanterie : Toujours Prêt (Always Ready)
- 366e régiment d’infanterie : Labour Conquers All Things
- 369e régiment d’infanterie : Hellfighters!; Let's Go!
- 370e régiment du génie : Together We Triumph
- 377e régiment d’infanterie :  Ni ga da e sa sdi (Langage indien 'Cherokee' signifiant: Onward ! / En Avant !) voir le site de la division
- 378e régiment d’infanterie :  Hikia Kallo (Langage indien 'Choctaw' signifiant: Stand firm ! / Tenir ferme !) voir le site de la division
- 379e régiment d’infanterie :  Ad Finem (en latin : To the end ! / Jusqu'à la fin !) voir le site de la division
- 501e régiment d'infanterie parachutiste : Geronimo
- 502e régiment d’infanterie parachutiste : Strike
- 503e régiment d’infanterie parachutiste : The Rock
- 504e régiment d’infanterie parachutiste : dit Devils in Baggy Pants (surnom : ) "Strike Hold"
- 505e régiment d’infanterie parachutiste : H-Minus
- 506e régiment d’infanterie parachutiste : Currahee (Cherokee for "Stand Alone")
- 507e régiment d’infanterie parachutiste : Raff's Ruffians (surnom)
- 508e régiment d’infanterie parachutiste : Red Devils (surnom) Fury From the Sky
- 509e régiment d’infanterie parachutiste : All the Way
- 511e régiment d’infanterie parachutiste : Strength from Above
- 517e régiment d’infanterie parachutiste : "Battling Buzzards" (surnom) Attack

### Divisions de cavalerie
- 1er Cavalry division : see under listing of Armor above.

#### Régiments de cavalerie (cavalerie/cavalerie blindée)
- - 1er régiment de cavalerie : see 1er division blindée
  - 2d régiment de cavalerie blindée : Toujours Prêt (Always Ready)
  - 3d régiment de cavalerie blindée : Brave Rifles
  - 4e régiment de cavalerie : The Fourth First
  - 5e régiment de cavalerie : Loyalty and Courage
  - 6e régiment de cavalerie : aka "Fighting Sixth" Ducit Amor Patriae {Led by Love of Country}/Silent Thunder
  - 7e régiment de cavalerie (US) : Garryowen! (surnom) The Seventh First
  - 8e régiment de cavalerie : Honor and Courage
  - 9e régiment de cavalerie : "We Can, We Will"
  - 10e régiment de cavalerie : Ready and Forward
  - 11e régiment de cavalerie blindée : Allons
  - 12e régiment de cavalerie : Sempter Paratus {Always Ready}
  - US 13e Cavalry/Troop K-now US 13e Armor/1er bataillon It Shall be Done
  - 14e régiment de cavalerie blindée : Suivez Moi {Follow Me}
  - US 15e régiment de cavalerie Tous Pour Un, Un Pour Tous {All for one, One for all}
  - US 16e régiment de cavalerie Strike Hard
  - US 17e régiment de cavalerie Forward!
  - US 18e régiment de cavalerie blindée Velox et Mortifer (Swift and deadly)
  - 26e régiment de cavalerie : {PS} Our Strength is in Loyalty
  - US 27e régiment de cavalerie Vamos
  - 113e régiment de cavalerie : "We Maintain"
  - 126e régiment de cavalerie : "Courage, sans peur" (Courage, without fear)
  - 278e régiment de cavalerie blindée : I Volunteer, Sir

### Régiments d’artillerie
- US 1er Field Artillery Regiment Primus aut Nullus {First or Not at all}
- US 2e Field Artillery Regiment The Second First
- 3d Air Defense Regiment (US) : I Strike
- US 3e Field Artillery Regiment Celeritas Et Accuratio {Speed and Accuracy}
- US 4e Field Artillery Regiment Nulli Vestigia Retrorsum {No Step backward}
- US 5e Field Artillery Regiment Faithful and True
- US 6e Field Artillery Regiment Celer Et Audax {Swift and Bold}
- US 7e Field Artillery Regiment Nunquam Aerumna Nec Proeilo Fractum {Never Broken by Hardship or Battle}
- US 7e Artillery Nunquam Fractum {Never Broken}
- US 8e Field Artillery Regiment Audacieux Et Tenace {Daring and Tenacious}
- 9e Field Artillery Regiment (US) : Kulia-I-Ka-Nuu (Onward, Still Higher)
- 10e Field Artillery Regiment The Rock's Support
- 11e Field Artillery Regiment (US) : On Time
- 12e Field Artillery Regiment Nec Temere Nec Timide {Neither Rashly nor Timidly}
- 13e Field Artillery Regiment Without Fear, Favor or the Hope of Reward
- 41er Field Artillery Regiment (US) : Mission Accomplished
- 101er Field Artillery Regiment Vincere Est Vivere {To Conquer is to Live
- 116th Field Artillery Regiment : Vestigia nulla retrorsum (No Step Backwards)
- 119e Field Artillery Regiment Viam Praeparamus {We Prepare the Way}
- 143e Field Artillery Regiment (US) : Facta Non Verba  (Deeds Not Words)
- US201er Field Artillery : Regiment "YES SIR"
- 250e Air Defense Artillery Regiment (US) : Oram Occidentalem Defendimus (We Defend the Western Coast)

### Régiments cuirassés
- 32e Armored Regiment : "Victory or Death"
- 37e Armor Regiment : Courage Conquers
- 64e Armor Regiment (US) : We Pierce
- 111e Armor Regiment (US) : By Arms and Courage
- 112e Armor Regiment (US) : Rarin' to Go
- 149e Armor Regiment (US) : Men and Steel

### Bataillons divers (chimique, génie, artillerie, police militaire, signalisation)
- 1er bataillon 320e Field Artillery Regiment : Volens Et Potens {Willing And Able}
- 1er bataillon 258e Field Artillery Regiment : Paratus et Fidelis {Ready and Faithful}
- 1er bataillon du génie (US) : Always First
- 1er Signal bataillon : In Medias Res {Into the Midst of Things}
- 2d Chemical bataillon (US) : Flammis Vincimus (With Fire We Conquer)
- US : 3e bataillon 16e Field Artillery : aka "Rolling Thunder (surnom) Macte Nova Virtute {Go Forth with New Strength}
- 5e bataillon du génie (US) : Courage-Skill-Strength
- US : 6e bataillon 14e Field Artillery : aka "Warbonnets" Ex Hoc Signo Victoria {Victory by this Sign}
- 10e bataillon de police militaire (Provisional) (US) : Justice from Above
- 27h bataillon du génie : Munquam Otiosi {Always Busy}
- 30e Engineer Topographic bataillon : Imprimis {In the First Place}
- 35e bataillon du génie (US) : Quality-Courage-Results
- 100e Infantry bataillon : 442e Regimental Combat Team : Army Reserve : Go For Broke!
- 101er Quartermaster bataillon : Non Sebi, Sed Omnibus {Not for self, but for all}
- 103d Chemical bataillon (US) : Stabilis Victoria (Support the Victory)
- 115e Signal bataillon : First In Duty
- 161er Airborne Engineer : Primus Etterminus
- 177e Miltiary Police bataillon : Protect Defend Preserve
- 198e Signal bataillon : First Regiment of First State
- 126e Chemical bataillon (US) : Through the Flames
- 128e Forward Support Battlion : Spectemur Agendo (Judge By Our Actions)
- 129e Signal bataillon : Light The Fires
- 154e Quatermaster bataillon : We Can and Will
- 169e bataillon du génie (US) : Mind and Hand
- 198e Signal bataillon : "First Regiment of First State"
- 217e bataillon d’artillerie côtière : In Liberty's Defense
- 243e bataillon d’artillerie côtière : Game to the Last
- 313e Combat bataillon du génie (US) : Paramus Viam (We Prepare the Way)
- 313e Medical bataillon (US) : Ferio Sed Sano (Fierce but Humane)
- 317e bataillon du génie By Industry And Honor
- 321er bataillon du génie Sempter Temtare
- 326e bataillon du génie Nostrum Est {The Task is Ours}
- US 337e bataillon du génie Keystone Engineers
- 338e Field Artillery bataillon (US) : Deo et Patria (God and Country)
- 339e Field Artillery bataillon (US) : Expugnare (To assault)
- 420e Chemical bataillon (US) : Passage Assured
- 468e Chemical bataillon (US) : Veil of the Dragon
- 512e Enginner bataillon : Strive for the Best
- US : 555e Parachute Infantry bataillon : The Triple Nickels (surnom)
- 577e bataillon du génie (US) : Iron Soldiers
- 761er Tank bataillon : Come Out Fighting
- 785e bataillon de police militaire Safeguard and Secure! / Stand and Deliver!
- 864e bataillon du génie (US) : Aliquid Expectavit (Anything Expected)
- 847e bataillon du génie : Duty Determines Destiny
- 875e bataillon du génie (US) : Ready and Willing
- 913e Field Artillery bataillon (US) : Haec Manus ob Partiam (This Hand for my Country)

### Écoles militaires
- United States Military Academy at West Point : : Duty, Honor, Country (Devoir, honneur, patrie)
- Armor School (US) : Forge the Thunderbolt
- Aviation School (US) : Above the Best
- Infantry School (US) : Follow Me
- Chemical School (US) : Elementis Regamus Proelium (We Rule the Battlefield Through the Elements)

## Special Operation Command (SOCOM)
- Army Special Operations Units
- 1er Special Service Force : aka The Devil's Brigade
- Army Rangers : aka 75e Ranger Regiment: We Lead the Way; Sua Sponte ("Of their own accord")
  - 1e Ranger batallion
  - 2d Ranger batallion
  - 3e Ranger batallion
- 5307 Composite Unit {Provisional} aka "Merrill's Marauders"
- United States Army Special Forces : aka Green Berets (US) : De Oppresso Liber (To liberate the oppressed)

## Corps des Marines
- United States Marine Corps :  Semper Fidelis (Always Faithful)
  - I Marine Expeditionary Force : Eye Mef (surnom)
    - 11e Marine Expeditionary Unit : Pride of the Pacific (surnom)
    - 13e Marine Expeditionary Unit : The Fighting 13e (surnom)
    - 15e Marine Expeditionary Unit : Pride of the Pacific (surnom)
    - 1er Marine division : "The Old Breed" (surnom) No better friend, No worse enemy
      - 1er régiment de Marines : Inchon (surnom)
        - 1er bataillon 1er Marines : Ready to Fight
        - 2e bataillon 1er Marines : The Professionals
        - 3e bataillon 1er Marines : No Better Friend, No Worse Enemy
        - 1er bataillon 4e Marines : Whatever it Takes

      - 5e régiment de Marines : "The Fighting Fifth"
        - 1er bataillon 5e Marines : Make Peace or Die
        - 2e bataillon 5e Marines : "Retreat?, Hell!"
        - 3e bataillon 5e Marines : aka "Dark Horse'{on Crest}/Consummate Professionals" (surnom) Get Some
        - 2e bataillon 4e Marines : Second to None

      - 7e régiment de Marines : No better Friend, No Worse Enemy
        - 1er bataillon 7e Marines : Pride, Devotion, Loyalty
        - 2e bataillon 7e Marines : Ready For All, Yielding To None
        - 3e bataillon 7e Marines : The Cutting Edge
        - 3nd bataillon 4e Marines : Thundering Third

### Bataillons autonomes
- 1er Light Armored Reconnaissance bataillon : "No Better Friend, No Worse Enemy"
- 3e Light Armored Reconnaissance bataillon : "The strength of the pack is the wolf, the strength of the wolf is the pack."
- 1er Combat bataillon du génie : "The Super Breed" (surnom)
- 1er Reconnaissance bataillon : Swift, Silent, Deadly
- 1er Tank bataillon : No better Friend, No Worse enemy
- 3e Assault Amphibian bataillon : YAT YAS
- 1er Marine Logistics Group : Victory through Logistics
- Combat Logistics Regiment 1 : First In Support
- 1er Dental bataillon : Finest In Performance
- 3e Marine Aircraft Wing : Bella Ac Pace Paratus {Prepared In Peace and War}
- Marine Aircraft Group 11 :
  - VMF-121 : Green Knights
  - VMF-225 : Vikings (surnom)
  - VMFA-232 : Red Devils (surnom)
  - Marine Aircraft Group 13 :
  - VMA-211 : Wake Island Avengers (surnom)
  - VMA-214 : The Blacksheep
  - VMA-311 : Tomcats
  - VMA-513 : Flying Nightmares
  - II Marine Expeditionary Force
  - 22e Marine Expeditionary Unit :
  - 2e Marine Aircraft Wing : 2e MAW (surnom)
  - Marine Aircraft Group 31 : "Going For Distance..Going for Speed!"
  - VMFA-115 : Silver Eagles
  - VMFA-122 : Crusaders (surnom)
  - VMFA-251 : "Thunderbolts (surnom) Custos Caelorum {Guardians of the Sky}
  - VMFA-312 : "Checkerboards (surnom) Fights On
  - VMFA(AW)-224 : Bengals (surnom)
  - VMFA(AW)-332 : Moonligthers (surnom)
  - VMFA(AW)-533 : "Hawks" (surnom) In Hoc Signo Vinces {In this sign Victory}
  - 24e Marine Expeditionary Unit :
  - 26e Marine Expeditionary Unit :
  - 2e Marine division : Follow Me
  - 2e régiment de Marines : Keep Moving
  - 1er bataillon 2e Marines : Others will follow...where we lead
  - 2e bataillon 2e Marines : Warlord (surnom)
  - 3e bataillon 2e Marines : Unas Supra
  - 6e régiment de Marines : Keep Moving
  - 1er bataillon 6e Marines : Ready to Fight Since 1917
  - 2e bataillon 6e Marines : Never to Quit
  - 3e bataillon 6e Marines : Teufel Hunden "Devil Dogs" (surnom)
  - 8e régiment de Marines : More Than Duty
  - 1er bataillon 8e Marines : "The Beirut bataillon" (surnom)
  - 2e bataillon 8e Marines : America's bataillon
  - 3e bataillon 8e Marines : "Fortuna Favet Fortibus" — "Fortune Favors the Strong"
  - 12e régiment de Marines : Thunder and Steel

### Individual bataillons
- 1er bataillon 9e Marines : The Walking Dead
- 2e Light Armored Reconnaissance bataillon : "Victory to the Bold"
- 2e bataillon de combat du génie : "Engineers lead the way"
- 2e Reconnaissance bataillon : Swift, Silent, Deadly
- 2e Tank bataillon : "Ace in the Hole"
  - 2e Marine Aircraft Wing :
    - Marine Aircraft Group 14 :
      - MALS-14 : Nulli Secundus
      - VMA-223 : Bulldogs (surnom)
      - VMA-231 : Ace of Spades (surnom)
      - VMA-542 : Tigers (surnom)
      - VMAT-203 : HAwks (surnom)
      - VMAQ-1 : Tairngreacht Bas (Death Foretold)
      - VMAQ-2 : Can Do Easy
      - VMAQ-3 : Non Videre Est Credere
      - VMAQ-4 : Seahawks (surnom)
      - VMGR-252 : Otis (surnom)
      - VMGRT-253 : Training the Fleet
      - Marine Aircraft Group 26 :
      - Marine Aircraft Group 29 :

## Training, Attack, Assault

Insigne de la 3e Marine division

- Marine Aircraft Group 31 : Going the Distance..Going For Speed
- Marine Wing Support Group 27 :
  - Marine Air Control Group 28 :
  - Marine Wing Headquarters Squadron 2 : Snake Eyes (surnom)
  - 2e Marine Logistics Group : Sustaining Power For the Force
    - III Marine Expeditionary Force
    - 3e Marine division : Fidelity - Honor - Valor
    - 3e régiment de Marines : Fortuna Fortes Juvat - Fortune favors the Brave
    - 4e régiment de Marines : China Marines (surnom) Oldest Proudest {bataillons of this unit with 1er; 5th; 7e Regiments}
    - 12e régiment de Marines : Thunder and Steel

## Individual bataillons
- 3e Reconnaissance bataillon : Celer, Silens, Mortalis {Swift, Silent, Deadly}
- Combat Assault bataillon : Sui Generis
- 3e Transportation Support bataillon : The Red Patchers (surnom)
- 9e Engineer Support bataillon : Excellence in Engineering

1er Marine Aircraft Wing : 1er MAW (surnom)
- Marine Wing Headquarters Squadron 1 : America's Finest (surnom)
- Marine Aircraft Group 12 : The Ready Group
- VMFA-212 : aka "Lancers" Train to Fight, Train to Win!
- Marine Wing Support Group 17 : In Omnia Paratus (Ready for all things)
- Marine Wing Support Squadron 171 : In Omnina Paratus {Ready For All things}
- Marine Wing Support Squadron 172 : Firebirds (surnom)
- Marine Air Control Group 18 :
- Marine Air Support Squadron 2 : This Deuce is Wild
- Marine Forces Reserve
- 4e Marine division :"Figthing Fourth" (surnom)
- 23e régiment de Marines : 23d Marines (surnom)
- 1er bataillon 23e Marines : {Has names of Battles on Coat of Arms}
- 2e bataillon 23e Marines : Prepared and Professional
- 3e bataillon 23e Marines : Non Sibi, Sed Patria
- 24e régiment de Marines : Si Vis pacem para bellum
- 1er bataillon 24e Marines : Terror from the North
- 2e bataillon 24e Marines : Mayhem From the Heartland
- 3e bataillon 24e Marines : Always Ready
- 25e régiment de Marines : 25e Marines (surnom)
- 1er bataillon 25e Marines : New England's Own (surnom)
- 2e bataillon 25e Marines : Vis Pugnare Constantia Vincere
- 3e bataillon 25e Marines : Three Deuce Five

- 4e Assault Amphibian bataillon : 4e Tracks (surnom)
- 4e Combat bataillon du génie : One Team, One Fight
- 4e Light Armored Reconnaissance bataillon : Iron Horse Marines
- 4e Reconnaissance bataillon : Swift, Silent, Deadly
- 4e Marine Aircraft Wing
- Marine Aircraft Group-42 : On Time On Target
- 4e Marine Logistics Group :In Omnia Paratus

### Unités de Marines inactives
- 1er Marine Parachute Regiment
- 9e régiment de Marines : "Striking Ninth" 
  - 2e bataillon 9e Marines : "Hell in a Helmet"
  - 3e bataillon 9e Marines : "Death in the Dark"
- 5e Marine division : "The Spearhead"
- 6e Marine division : "The Striking Sixth"
- Marine Defense bataillons
  - 1er Defense bataillon: "Wake Island Defenders"
  - 9e Defense bataillon:  "Fighting Ninth"
  - 14e Defense bataillon: "Five: Fourteenth"
  - 15e Defense bataillon:  "First: Fifteenth"
  - 17e Defense bataillon: "Two: Seventeen", "One of a Kind"
- Squadrons:
  - VMF-221 : surnom :  "Fighting Falcons"
  - VMFA-235 : aka "Death Angels" Ride Nunc/Laugh Now

## United States Navy
- Navy : No official motto, but "Non sibi sed patriae" (Not self but country) is often cited as their motto.
- Navy : Core values: "Honor, Courage, Commitment"
- Navy : Recruitment motto: "Accelerate Your Life"

- - Corps
    - Navy Supply Corps : : Ready for Sea
    - Navy Seals : : The only easy day was yesterday
    - Construction bataillons Seabee : Can Do!; Construimus et Batuimus ("We Have Built [Them] Up and We Have Beaten/Knocked [Them] Down"); Construimus, Batuimus, Bibimus! ("We build [Them] up, We beat [Them] down, [Then] We drink!")

  - Schools
    - United States Naval Academy : Ex Scientia Tridens "From Knowledge, the Trident [Sea Power]"
    - Naval Nuclear Power Training Command : Knowledge. Integrity. Excellence.

## United States Coast Guard
- US Coast Guard : Semper Paratus (« Toujours prêt »)

## United States Air Force
US Air Force Recruiting Motto: Do Something Amazing
- Air Forces:
  - Eighth Air Force : The Mighty Eighth
- Air Force Bombardment/Space Wing Units:
  - 2d Bomb Wing : Libertatem Defendimus
  - 3d Wing : Non Solum Armis {Not By Arms Alone}
  - 5e Bomb Wing : Kiai Oka Lewa
  - 7e Bomb Wing : Mors Ab Alto
  - 9e Reconnaissance Wing : Sempter Paratus
  - 21er Space Wing : Fortitudio Et Preparatio {Strength and Preparedness}
  - 55e Wing : Videmus Omnia
  - 347e Rescue Wing : Born In Battle
- Fighter/Airlift Wings/Squadrons:
  - 1er Fighter Wing : Aut Vincere Aut More {Conquer or Die}
    - 27e escadron de combat : aka Black Falcons "The Fighting Eagles"
    - 71er escadron de combat : The Ironmen
    - 80e escadron de combat : Headhunters & Juvats {surnom : s}
    - 94e escadron de combat : Hat In the Ring

  - 4e Fighter Wing : Fourth but First
    - 4e Training Squadron : Eagle Academics
    - 333e escadron de combat : Lancers
    - 334e escadron de combat : Fighting Eagles
    - 335e escadron de combat : Chiefs (surnom)
    - 336e escadron de combat : Rocketeers

  - 20e Fighter Wing : Victory by Valor
    - 55e escadron de combat : Fighting Fifty-fifth
    - 77e escadron de combat : Gamblers
    - 78e escadron de combat : Dustmasters
    - 79e escadron de combat : Tigers

  - 33e Fighter Wing : Nomads
    - 58e escadron de combat : Gorillas
    - 60e escadron de combat : Fighting Crows

  - 23d Fighter Group : Flying Tigers
    - 74e escadron de combat : Flying Tigers
    - 75e escadron de combat : Tiger Sharks

  - 99e AirLift Squadron : Sam Fox
- Engineer Squadrons:
  - 819e Engineer Squadron : Red Horse
  - 820e Engineer Squadron : Red Horse
  - 823e Engineer Squadron : Red Horse

## Transmissions
- 127th signal batalion : La victoire par la liaison (en français)